# Region Północnokaukaski

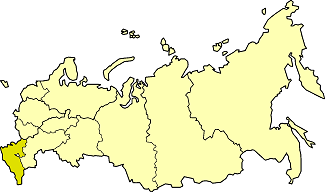
Północnokaukaski region ekonomiczny na mapie Rosji

 Północnokaukaski region ekonomiczny (ros. Се́веро-Кавка́зский экономи́ческий райо́н) – jeden z dwunastu regionów ekonomicznych Rosji.
Zajmuje obszar o powierzchni 355 100 km², to obszar zbliżony do powierzchni Niemiec, z ludnością na poziomie 17,7 miliona (2002) i przy gęstości zaludnienia – 50/km². Ponad 56% ludności obszaru to mieszkańcy miast. Niemal całą powierzchnię regionu zajmują stepy, półpustynie oraz góry Kaukaz. Głównymi miastami obszaru to: Rostów nad Donem, Stawropol, Soczi, Krasnodar i Noworosyjsk.

## Jednostki administracyjne regionu
- Adygeja
- Czeczenia
- Dagestan
- Inguszetia
- Osetia Północna
- Obwód rostowski
- Kabardo-Bałkaria
- Kraj Krasnodarski
- Karaczajo-Czerkiesja
- Kraj Stawropolski

## Gospodarka
Podstawą gospodarki w regionie jest górnictwo naftowe i przemysł wydobywczy. Oprócz nich ważną gałęzią miejscowej gospodarki jest rolnictwo. Ze względu na występowanie żyznych terenów, przede wszystkim czarnoziemów, uprawia się tu głównie pszenicę, buraki cukrowe, tytoń, ryż oraz słonecznik.